# Li Huifen
Li Huifen (李惠芬S; 14 ottobre 1963) è un'ex tennistavolista cinese.

## Carriera
All'apice della carriera vinse la medaglia d'argento alle Olimpiadi di Seul 1988 nel singolo.